# Ferro battuto (album)
Ferro battuto è il ventiduesimo album di Franco Battiato.
Dell'album uscì, nello stesso anno, una versione cantata in spagnolo intitolata Hierro forjado.

## Descrizione
Quarto disco su testi di Manlio Sgalambro, con uno stile più leggero rispetto al precedente Gommalacca.
La prima traccia, Running against the grain, cantata insieme a Jim Kerr dei Simple Minds, fu utilizzata come primo brano promozionale con relativo video, tuttavia fu Bist du bei mir a rappresentare un particolare riscontro radiofonico. Per il brano fu realizzato il relativo video musicale. Bist du bei mir fu scelta anche da Milva per essere inserita nel terzo disco firmato Battiato: Non conosco nessun Patrizio.
La musica del brano Personalità empirica contiene un'ampia citazione tratta dal Concerto per pianoforte e orchestra n. 1 di Pëtr Il'ič Čajkovskij. Il brano è cantato anche da Manlio Sgalambro e Natacha Atlas, cantante belga di padre tunisino e madre egiziana esperta nel campo della musica araba e dell'etno-elettronica.
Il cammino interminabile ha un testo in lingua siciliana costituito da citazioni di detti e canzoni popolari e fu scelto come terzo brano promozionale dell'album.
Il brano Lontananze d'azzurro è cantato insieme a Mercedes Sosa nella sua versione spagnola.
Hey Joe è una cover dell'omonimo brano portato al successo da Jimi Hendrix, al quale Battiato ha mutato gli interi accordi in minore, dando una componente più etnica al brano, che tratta di un uomo, Joe appunto, che fugge in Messico dopo aver ucciso la fedifraga moglie. Assieme a Battiato, nel brano canta anche Natacha Atlas.
Il testo di Sarcofagia è ispirato all'opera dello scrittore e filosofo greco Plutarco "Sul mangiare carne".
Dopo l'ultima traccia, Il potere del canto, è presente la ghost track strumentale Öde che si rifà allo stile elettronico utilizzato da Battiato in Campi magnetici.
I singoli estratti dall'album sono Running against the grain, Bist du bei mir e Il cammino interminabile.

## Tracce
Testi di Manlio Sgalambro e Franco Battiato, musiche di Franco Battiato, escluso ove indicato.

### Edizione italiana
1. Running against the grain - 3.43
2. Bist du bei mir - 4.21
3. La quiete dopo un addio - 3.55
4. Personalità empirica - 3.37
5. Il cammino interminabile - 3.46
6. Lontananze d'azzurro - 3.29
7. Hey Joe - 3.35 - (testo e musica di William Billy Roberts)
8. Sarcofagia - 3.43
9. Scherzo in minore - 3.23 - (testo di Manlio Sgalambro e Franco Battiato; musica di Django Reinhardt, Stéphane Grappelli e Franco Battiato)
10. Il potere del canto - 11.17

### Edizione spagnola
1. Vida en diagonal
2. Estás conmigo bist du bei mir
3. La calma tras un adiós
4. Personalidad empírica
5. Il cammino interminabile
6. Lejanías azules
7. Hey Joe
8. Primer origen
9. Scherzo menor
10. Il potere del canto

## Formazione
- Franco Battiato – voce, chitarra e tastiera
- Saro Cosentino, Chicco Gussoni, David Rhodes – chitarra
- Pino "Pinaxa" Pischetola – programmazione
- Michele Fedrigotti – pianoforte e direzione archi della Royal Philarmonic Orchestra
- Paolo Costa – basso
- Lele Melotti – batteria
- Gavyn Wright – violino
- Natacha Atlas, Jim Kerr, Tracy Graham, Sonia Jones – cori